# Thelyoxynops nitens
Thelyoxynops nitens är en tvåvingeart som först beskrevs av Townsend 1927.  Thelyoxynops nitens ingår i släktet Thelyoxynops och familjen parasitflugor. Inga underarter finns listade i Catalogue of Life.